# Bucquetia glutinosa
Bucquetia glutinosa là một loài thực vật có hoa trong họ Mua. Loài này được (L. f.) DC. mô tả khoa học đầu tiên năm 1828.

## Hình ảnh

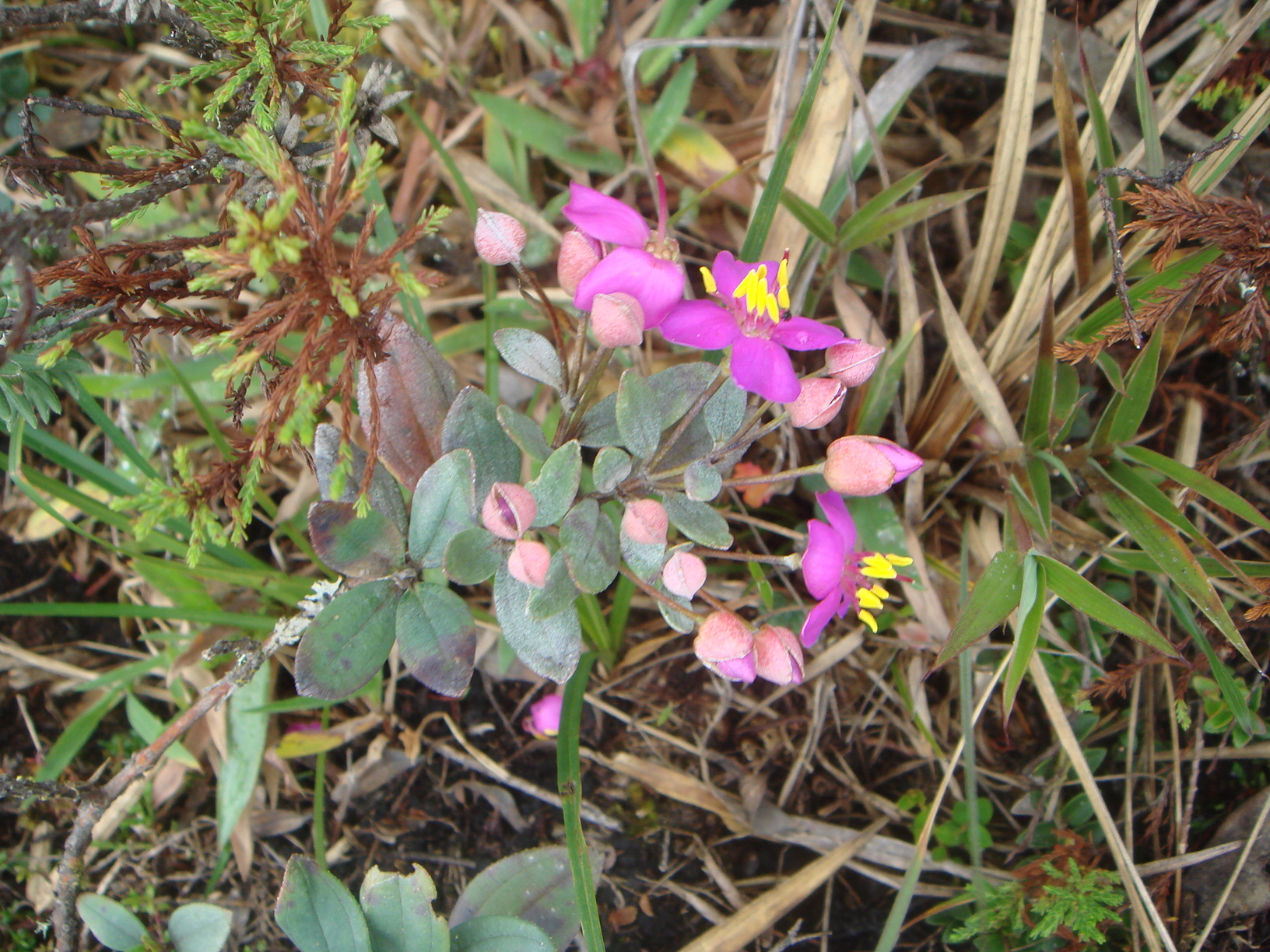